# Lissemys scutata
Lissemys scutata là một loài rùa trong họ Trionychidae. Loài này được Peters mô tả khoa học đầu tiên năm 1868.